# Methiola picta
Methiola picta är en insektsart som beskrevs av Sjöstedt 1920. Methiola picta ingår i släktet Methiola och familjen gräshoppor.

## Underarter
Arten delas in i följande underarter:
- M. p. gemmata
- M. p. picta